# Кухня
 Тази статия е за кулинарната традиция.  За помещението вижте кухня (помещение).  
Кухня се нарича специфичен набор от готварски обичаи и практики, често свързвани с определена култура. Религиозните норми за храненето също могат да окажат силно влияние на кухнята. Кухнята се повлиява най-много от съставките, които са на разположение на място или чрез търговия. Например „азиатското“ ястие чап чой пряко отразява приспособяването на китайската кухня към съставките, налични в Северна Америка.